# 薩爾茲卡默古特及上奧地利阿爾卑斯山脈

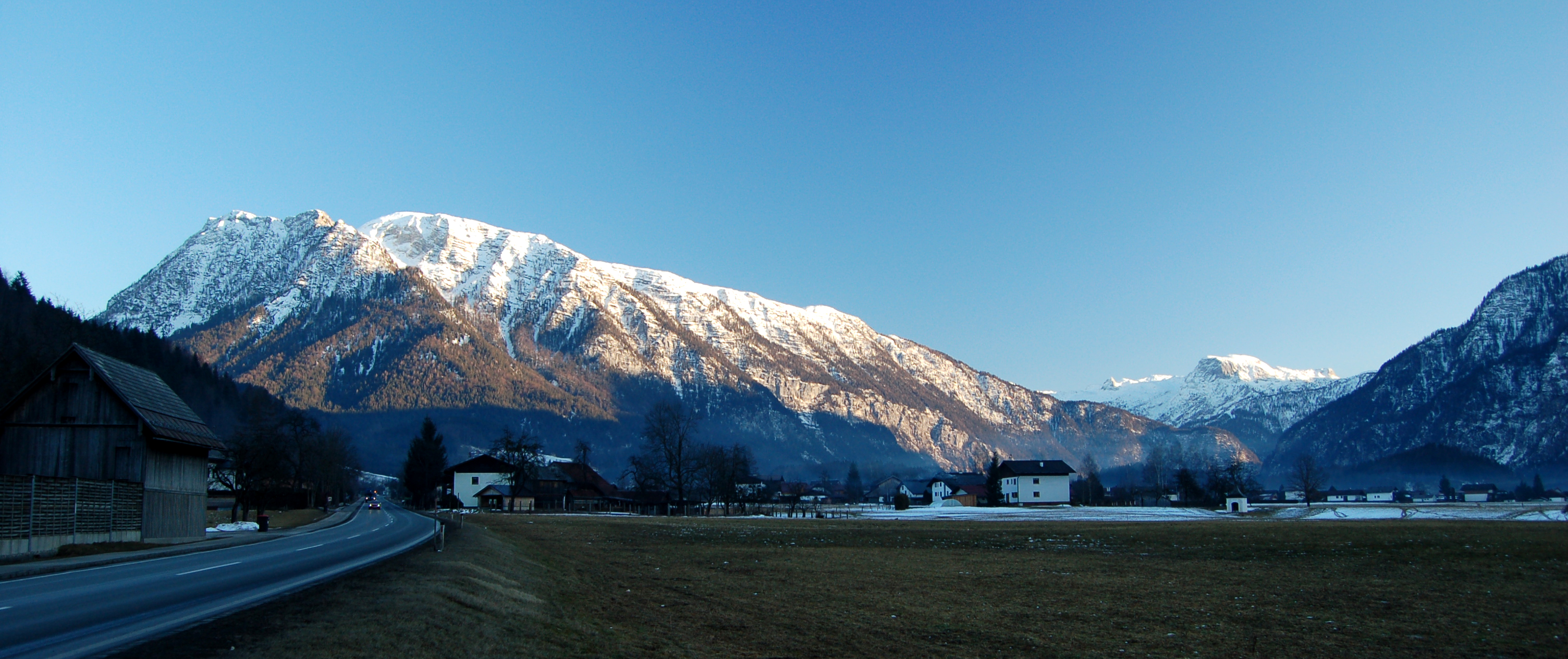

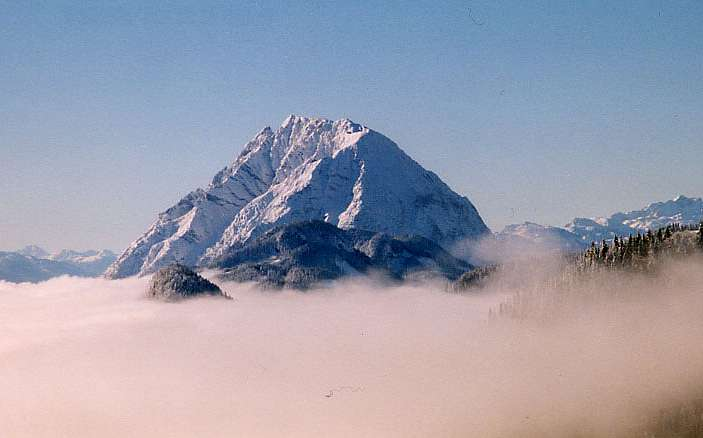

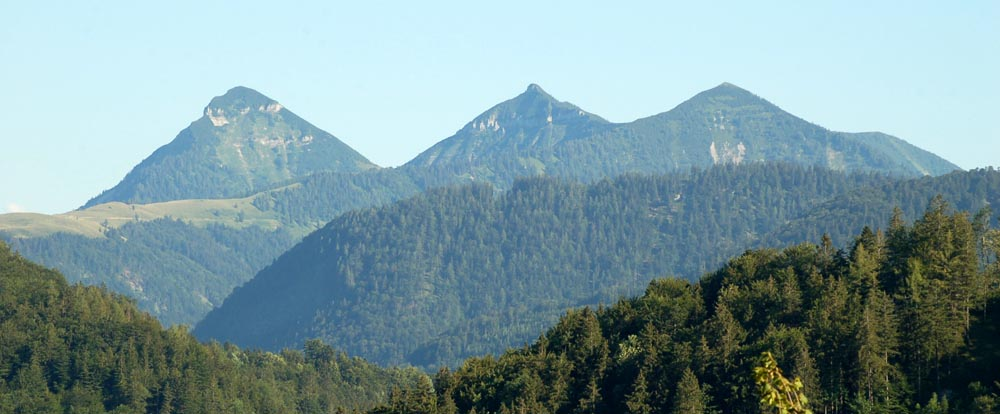

薩爾茲卡默古特及上奧地利阿爾卑斯山脈是奧地利的山脈，橫跨上奧地利、薩爾茨堡州和施蒂利亞州，山體由沉積岩組成，最高點海拔高度2,995米。